# Matriz (Ribeira Grande)
Matriz é uma freguesia portuguesa do município da Ribeira Grande  com 10,82 km² de área e 3767 habitantes (censo de 2021). A sua densidade populacional é 348,2 hab./km².
A freguesia inclui os lugares de Caldeiras e Lombadas, e confronta com o oceano Atlântico e com as freguesias da Conceição, Ribeirinha e São Miguel (concelho de Vila Franca do Campo).

## Toponímia
A toponímia desta freguesia – Matriz – deve-se ao facto de ser a freguesia-mãe da Ribeira Grande. A sua constituição, enquanto lugar ou pequena freguesia, remontará a uma época anterior à da edificação da sua principal igreja, a de Nossa Senhora da Estrela, na época de quinhentos.

## História
É Gaspar Frutuoso, no seu livro quarto das “Saudades da Terra” quem nos dá as primeiras informações acerca deste povoado: “O primeiro vigário desta vila e freguesia foi Rodrigo Anes (…) tem esta freguesia de Nossa Senhora da Estrela sufragâneo o lugar de Rabo de Peixe e anexas cinco ermidas, sc., de Nossa Senhora do Rosário, Santa Luzia, Santo André, São Sebastião, Nossa Senhora da Conceição, afora a do Espírito Santo, que é um spitral para pobres e doentes, situado junto da praça, e afora um sumptuoso mosteiro da advocação de Jesus, acima do spitral, não tão rico em edifícios, como em virtudes de nobres e virtuosas religiosas, o qual fez em suas próprias casas Pêro Roiz da Câmara”.

## Patimónio
A Matriz é uma das freguesias do concelho da Ribeira Grande que, em termos de património natural e cultural, maior riqueza apresenta:
- Museu Casa do Arcano
- Museu Municipal da Ribeira Grande
- Teatro Ribeiragrandense
- Biblioteca Daniel de Sá
- Janela Manuelina
- Igreja Matriz da Ribeira Grande
- Igreja do Espirito Santo
- Ermida de Stº André
- Caldeiras da Ribeira Grande
- Miradouro das Caldeiras
- Miradouro de Stª Luzia - Palheiro
- Miradouro do Castelo
- Piscinas Municipais
- Praia do Monte Verde

## Demografia
A população registada nos censos foi:
Nota: Com lugares desta freguesia foi crida a freguesia de Ribeirinha (Decreto-Lei nº 36.997, de 03/08/1948)
| Distribuição da População por Grupos Etários | Distribuição da População por Grupos Etários | Distribuição da População por Grupos Etários | Distribuição da População por Grupos Etários | Distribuição da População por Grupos Etários |
| -------------------------------------------- | -------------------------------------------- | -------------------------------------------- | -------------------------------------------- | -------------------------------------------- |
| Ano                                          | 0-14 Anos                                    | 15-24 Anos                                   | 25-64 Anos                                   | > 65 Anos                                    |
| 2001                                         | 885                                          | 711                                          | 1584                                         | 372                                          |
| 2011                                         | 833                                          | 623                                          | 2107                                         | 405                                          |
| 2021                                         | 634                                          | 517                                          | 2113                                         | 503                                          |

## Património edificado
- Igreja de Nossa Senhora da Estrela (Ribeira Grande)
- Ponte dos Oito Arcos